# Giovanni Ongaro
Giovanni Ongaro (* 3. Februar 2004) ist ein italienisch-brasilianischer Skirennläufer.

## Karriere
Ongaro gab sein internationales Renndebüt am 27. November 2020 in Santa Caterina bei einem Juniorenrennen. Bis zum Ende der Saison 2023/24 startete er für den italienischen Skiverband, hauptsächlich bei Junioren- und FIS-Rennen in Italien.
Mit Beginn der Saison 2024/25 wechselte Ongaro zum brasilianischen Skiverband. Sein erstes Rennen für Brasilien bestritt er am 16. November 2024 in Kåbdalis. 
Im weiteren Saisonverlauf nahm Ongaro erstmals an Alpinen Skiweltmeisterschaften teil. Bei den Wettkämpfen in Saalbach belegte er im Riesenslalom den 44. Rang. Im Slalom schied er bereits im Qualifikationsrennen aus.

## Erfolge

### Weltmeisterschaften
- Saalbach 2025: 44. Riesenslalom, DNQ Slalom

### Juniorenweltmeisterschaften
- Tarvis 2025: 31. Slalom, DNF Riesenslalom

### Weitere Erfolge
- 5 Platzierungen unter den besten 10 bei FIS-Rennen